# Hintere Hintereisspitze
Die Hintere Hintereisspitze ist ein 3485 m hoher Gipfel in den Ötztaler Alpen. Sie bildet zusammen mit der Vorderen (3437 m) und Mittleren Hintereisspitze (3450 m) sowie der Hochvernaglwand (3435 m) die südöstliche Umrahmung des Gepatschferners. Der Gratkamm dieser benachbarten Gipfel, der Teil des Weißkamms ist, erhebt sich ungefähr 100 m über das Eisfeld. Die Hintere Hintereisspitze befindet sich genau auf der Grenze zwischen Italien und Österreich bzw. zwischen dem Bundesland Tirol und der Provinz Südtirol.
Die ersten bekannten Besteiger der Hinteren Hintereisspitze waren Theodor Petersen und Alois Ennemoser am 28. Juli 1875. Der einfachste Anstieg erfolgt heute von Norden, vom Brandenburger Haus über den Gepatschferner. Ein alternativer Stützpunkt für die Aufstiegsroute ist die Weißkugelhütte im Langtauferer Tal. Besucht wird die Hintere Hintereisspitze häufig im Rahmen einer Überschreitung aller drei Hintereisspitzen. Diese nimmt ungefähr drei Stunden in Anspruch und weist den II. Schwierigkeitsgrad auf.

## Lage
| \| \| |
|       |

 
 
 
 
 
 
 
 

Lage der Hinteren Hintereisspitze in den 
 Ötztaler Alpen (links) und gesamten Alpen (rechts).